# Casa Alexander Meissner
Casa Alexander Meissner este o clădire istorică situată pe strada Dr. Gheorghe Marinescu, nr. 5 din Timișoara.
Face parte din Situl urban „Fabric” (II), monument istoric cod LMI TM-II-s-B-06097.

## Istorie
Autorizația de construcție pentru clădire a fost emisă la data de 16 februarie 1891, clădirea fiind finalizată în 24 octombrie 1891.
Conform ediției din 31 decembrie 1885 a Monitorului Oficial din Austro-Ungaria (în maghiară: Központi Értesítő), Alexandru Meissner (Meissner Sándor) era acționar al companiei „Erste Kunstmühl Gesellschaft in Temesvár J. Stehmann & Cié.” (în traducere: „Prima Societate de Morărit din Timișoara, J. Stehmann & Cié.”) alături de Carol Riegler (Rieger Károly), Eduard Prohaska (Prohaska Ede) și Iuliu Stehmann (Stehmann Gyula).
Acesta a fost acționar al companiei până la sfârșitul anului 1897, când a transferat partea sa de  1/7 din companie către Márton și Nándor Teufel.